# Al Fulk (L141)
Al Fulk (L141) je výsadková loď kategorie Amphibious Transport Dock katarského námořnictva. Jedná se o plavidlo příbuzné alžírské výsadkové lodi Kalaat Béni Abbès (474). Oproti jiným plavidlům tohoto typu Al Fulk zajišťuje i protivzdušnou obranu a ve službě je spolupracovat s protiletadlovými korvetami třídy Doha.

## Stavba
V červnu 2016 Katar objednal u italské loděnice Fincantieri stavbu celkem sedmi nových válečných lodí, umožňujících zásadní posílení jeho námořnictva. Kromě čtyř korvet třídy Doha byla objednána také amphibious transport dock Al Fulk (L141) a dvě oceánské hlídkové lodě třídy Musherib. Hodnota kontraktu dosahuje 4 miliardy euro. Stavbu všech objednaných plavidel zajišťuje loděnice Fincantieri. Slavnostní první řezání oceli pro Al Fulk proběhlo 5. června 2021. Kýl plavidla byl založen v Palermu 17. května 2022. Na vodu bylo spuštěno 24. ledna 2023. Dne 29. listopadu 2024 loděnice dodala hotové plavidlo katarskému námořnictvu.

## Konstrukce
Posádku tvoří 150 důstojníků a námořníků. Je vybaveno palubou pro uskladnění vozidel a zaplavidelným dokem pro tři výloďovací čluny LCM. Letová paluba slouží provozu výsadku dvou vrtulníků NH90. Plavidlo může převážet 440 vojáků.
Hlavní výzbroj plavidla tvoří jeden 76mm/62 kanón Leonardo Super Rapido v dělové věži na přídi. Kromě toho je také vybaveno výkonnými senzory a silnou protiletadlovou výzbrojí. K ničení vzdušných cílů slouží protiletadlový systém MBDA SAAM-ESD s multifunkčním radarem Leonardo Kronos kategorie AESA a dále výkonným přehledovým radarem Leonardo Kronos Power Shield, který pracuje v pásmu L a má dosah až 1995 km. Tento radar slouží k varování před taktickými balistickými raketami. Proto s nimi plavidlo je informace ze svých senzorů sdílet a tak rozšiřovat jejich bojové schopnosti. Plavidlo dvě osminásobná vertikální vypouštěcí sila Sylver A50 pro protiletadlové řízené střely Aster 30 Block 1. Součástí obrany jsou vrhače klamných cílů Lacroix Sylena Mk.2.
Pohonný systém tvoří dva diesely Wärtsilä 12V32, každý o výkonu 8000 hp, pohánějící dva lodní šrouby. Manévrovací schopnosti zlepšují jeden příďový dokormidlovací zařízení. Nejvyšší rychlost dosahuje 20 uzlů. Dosah je 7000 námořních mil při rychlosti 15 uzlů.